# Batalion Grenadierów Sandomierskich ppłk. Antoniego Kirkora
Batalion Grenadierów Sandomierskich – polski oddział piechoty wchodzący w skład wojsk powstańczych okresu insurekcji kościuszkowskiej.

## Formowanie i walki
Batalion został sformowany pod koniec kwietnia 1794 przez generała majora województwa sandomierskiego Wojciecha Toczyskiego. Początkowo funkcjonował jako I batalion milicji sandomierskiej. W maju jednostka straciła w 51 ludzi, w tym 41 wskutek dezercji. Pod koniec miesiąca batalion liczył 335 głów. Rozkazem naczelnika Tadeusza Kościuszki, po bitwie pod Szczekocinami, batalion milicji został przemianowany na grenadierski. W sierpniu stan ewidencyjny wynosił 326 żołnierzy, a na ogólną liczbę do 21 oficerów, w sztabie średnim było 3 oficerów. sztabu niższego batalion nada nie posiadał.
We wrześniu, po zwinięciu oblężenia Warszawy, do batalionu ppłk. Antoniego Kirkora dołączono milicję chełmską ppłk. Jana Hemlinga. Stan batalionu wzrósł do 701 głów. Na uzbrojeniu posiadał 428 karabinów.

## Żołnierze batalionu
Organizatorem batalionu był generał major ziemski Wojciech Toczyski. Batalionem dowodził wywodzący się z 5 regimentu fizylierów ppłk Antoni Kiirkor.